# Dolichorhynchops
Dolichorhynchops là một chi thằn lằn cổ rắn, được Williston mô tả khoa học năm 1903.